# Cardiophorus kurashvili
Cardiophorus kurashvili is een keversoort uit de familie kniptorren (Elateridae). De wetenschappelijke naam van de soort is voor het eerst geldig gepubliceerd in 1987 door Dolin & Chantladze.